# لویکوو
لویکوو (به لاتین: Lewików) یک روستا در لهستان است که در گمینا واسکاژو واقع شده‌است.